# Lindackeria
Lindackeria é um género botânico pertencente à família Achariaceae.

## Espécies
Composto por 25 espécies:
| - Lindackeria bequaerti - Lindackeria bukobensis - Lindackeria caillei - Lindackeria cuneato - Lindackeria dentata - Lindackeria fragrans - Lindackeria gilleti - Lindackeria grewioides - Lindackeria kivuensis - Lindackeria latifolia - Lindackeria laurina - Lindackeria maynensis - Lindackeria mildbraedii | - Lindackeria ngounyensis - Lindackeria nitida - Lindackeria ovata - Lindackeria paludosa - Lindackeria paraensis - Lindackeria pauciflora - Lindackeria poggei - Lindackeria schweinfurthii - Lindackeria somalensis - Lindackeria stipulata - Lindackeria vageleri - Lindackeria vernicosa |